# Чортківський державний ліцей та гімназія імені Юліуша Словацького
Чортківський державний ліцей та гімназія імені Юліуша Словацького — польська школа, яка працювала в Чорткові в період Польської республіки, від 1938 року — зі статусом гімназії та ліцею.

## Історія
1 вересня 1907 року з ініціативи інженера Казімежа Новомейського відбулося віче жителів польської громади Чорткова, Долішньої Вигнанки та Старого Чорткова щодо створення гімназії. Люди, що зібралися, ухвалили резолюцію про створення Товариства середніх шкіл, яке стало засновником Чортківської приватної гімназії імені Юліуша Словацького. Зусилля для утримання гімназії доклав чортківський адвокат, доктор Людвік Ґжибовський, голова місцевого Товариства середньої школи. 22 грудня 1911 року гімназії були надані права державних шкіл.
Під час Першої світової війни приміщення закладу зайняли російські війська та пошкодили його. Під час польсько-української війни 1918—1919 років приміщення використовували українці (за даними Станіслава Матушевського, було пограбоване). У 1920 році приміщення пограбували російсько-радянські більшовики. З листопада 1920 року гімназію перебудовували поляки.
Після здобуття польської незалежности влада Польської Республіки 10 березня 1920 року націоналізувала школу з 1 грудня 1919 року, яка отримала назву «державна гімназія імені Юліуша Словацького в Чорткові». Від 1918 до 1921 року гімназія була класичного типу, а з 1921 року школа працювала за гуманітарним, математичним та природничим напрямками. У 1926 році в гімназії було вісім класів, стільки ж відділів, в яких навчалися 328 учнів (виключно чоловічої статі).
За розпорядженням міністра релігійних конфесій та народної освіти Польщі Войцеха Свєнтославського від 23 лютого 1937 року «Державну гімназію ім. Юліуша Словацького в Чорткові» перетворено на «Державний ліцей та гімназію імені Юліуша Словацького в Чорткові» (державна загальна середня школа, що складається з чотирирічної гімназії та дворічного ліцею), а після набрання чинности так званої єнджеєвичівської реформи школа мала спільний навчальний характер, а відділення загальної середньої школи велося за гуманістичним типом у поєднанні з математичним та фізичним.

## Педагогічний колектив

### Директори
- Станіслав Басінський (1909—1916)[8][9][10][11][2].
- Станіслав Матушевський (1917—1919, 1933)[11][12][2][13][14].
- Тадеуш Мазуркевич (1933—1930, 1934)[15][16].
- Владислав Ціхоцкий (1934—?)[17].

### Викладачі
- Леслав Хлебек[18];
- Войцех Ляхович;
- Станіслав Новаковський;
- Юзеф Опацький;
- Кароль Стояновський;
- Юзеф Віктор Вольф.

## Відомі випускники
- Павел Багінський — польський філолог (1927);
- Іґнацій Блюм — польський військовик, науковець, історик. Доктор гуманітарних наук;
- Станіслав Франкль (15 січня 1903, Товсте - 26 червня 1944, Львів) — римо-католицький священник.
- Леопольд Левицький (7 серпня 1906, Бурдяківці - 14 травня 1973, Львів) — український радянський графік, один із піонерів графічного дизайну та реклами. Заслужений діяч мистецтв УРСР;
- Владислав Ткачевський — польський військовик, генерал.